# Klasztor Pirita
Klasztor Pirita (est. Pirita klooster) – klasztor poświęcony świętej Brygidzie, położony w dzielnicy Pirita w Tallinnie w Estonii. Funkcjonował od wczesnych lat XV w. do ok. 1577 roku. Był największym klasztorem w Inflantach i jednym z największych w północnej Europie.

## Historia
Historia klasztoru św. Brygidy w Tallinnie – klasztoru Pirita – sięga XV w. Pomysł założenia klasztoru w stolicy Estonii został wysunięty przez kupców Tallinna (H. Huxer, G. Kruse, H. Swalbart) w 1400 roku. W 1407 roku przybyło do Tallinna dwóch mnichów z opactwa Vadstena, położonego nad jeziorem Wetter w Szwecji, by doradzać kupcom. Początkowo budowla była drewniana. Pozwolenie na wydobycie kamienia na materiał budowlany uzyskano w 1417 roku dzięki pomocy mistrza krajowego inflanckiej gałęzi zakonu krzyżackiego. Zakon również przekazał działkę pod budowę. Klasztor został zbudowany według projektu i pod nadzorem architekta Heinricha Swalbarta.
Centralny budynek klasztoru – kościół – został poświęcony 15 sierpnia 1436 roku przez biskupa Tallinna Heinricha II. W okresie świetności był największym katolickim klasztorem w Inflantach, dzięki wykorzystaniu dogodnego punktu położenia na szlaku handlowym między wschodem i zachodem. Wybudowany został w okresie rozkwitu średniowiecznego budownictwa. Prace budowlane trwały do początku lat 90. XV wieku. Klasztor Pirita działał przez ponad 175 lat.

## Reguła zakonna

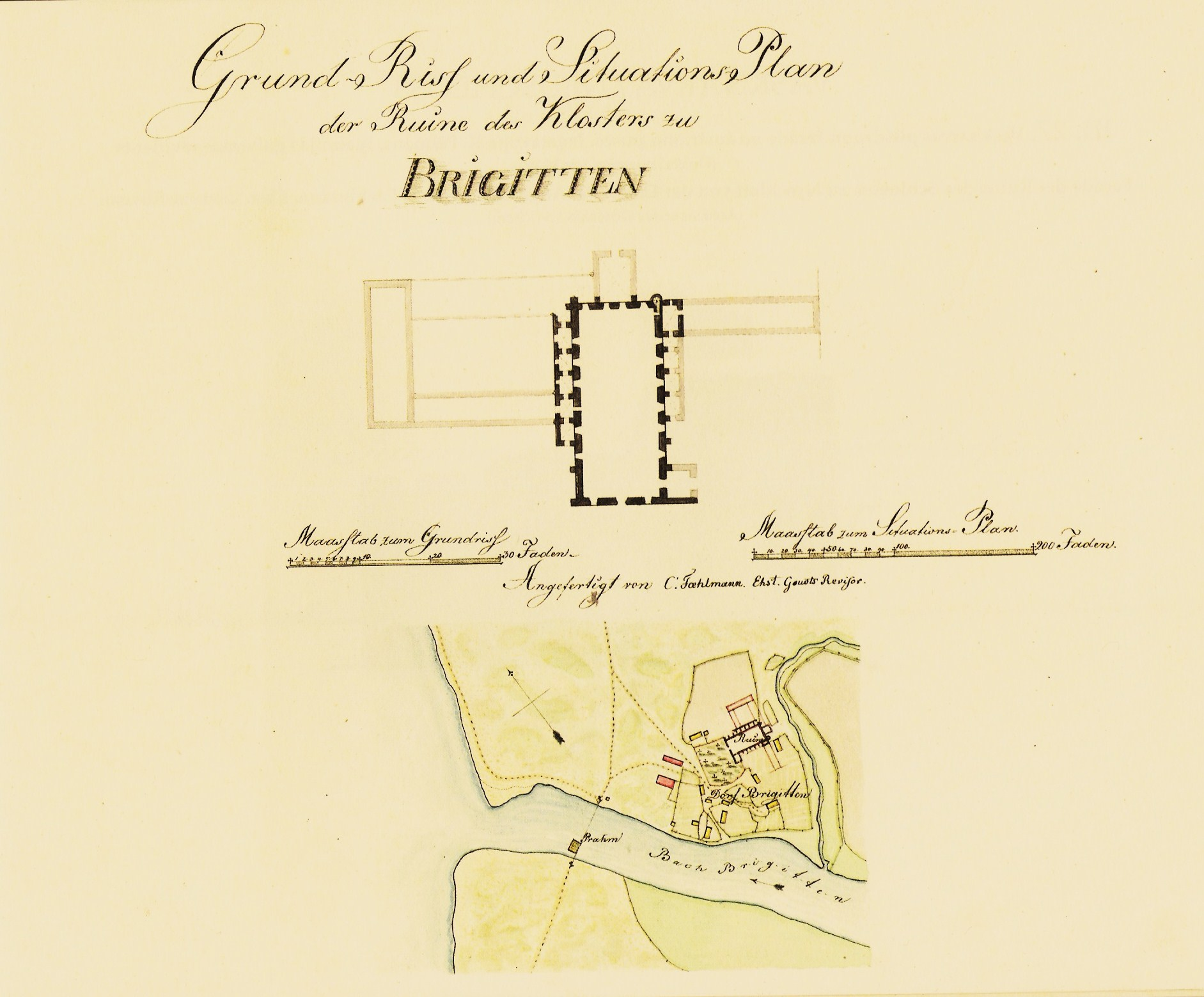
Plan klasztoru Pirita

Pierwszy klasztor poświęcony św. Brygidzie powstał w Szwecji i miał on ściśle określone reguły funkcjonowania. Zgodnie z nimi działał także klasztor Pirita. Kościół klasztorny był obszerną, halową, trójnawową budowlą na planie prostokąta o wymiarach 24 × 56 m, z masywnymi, dwustopniowymi przyporami wzmacniającymi z zewnątrz każdą ścianę o powierzchni 1360 m². Fasadę świątyni zdobił trójkątny szczyt o wysokości 35 metrów. Został zbudowany również zgodnie z zasadami św. Brygidy. We wnętrzach dominował ascetyczny szarawoniebieski kolor.
Zgodnie z zasadami w kościele było 13 kaplic, noszących imiona apostołów tak, że każdy kapłan miał własny ołtarz. Ponadto kościół miał kilka ołtarzy pomocniczych, w tym kaplicę św. Brygidy i św. Michała. Na północ od kościoła znajdowały się cztery skrzydła zabudowań klasztornych, tworzących wewnątrz prostokątny wirydarz.

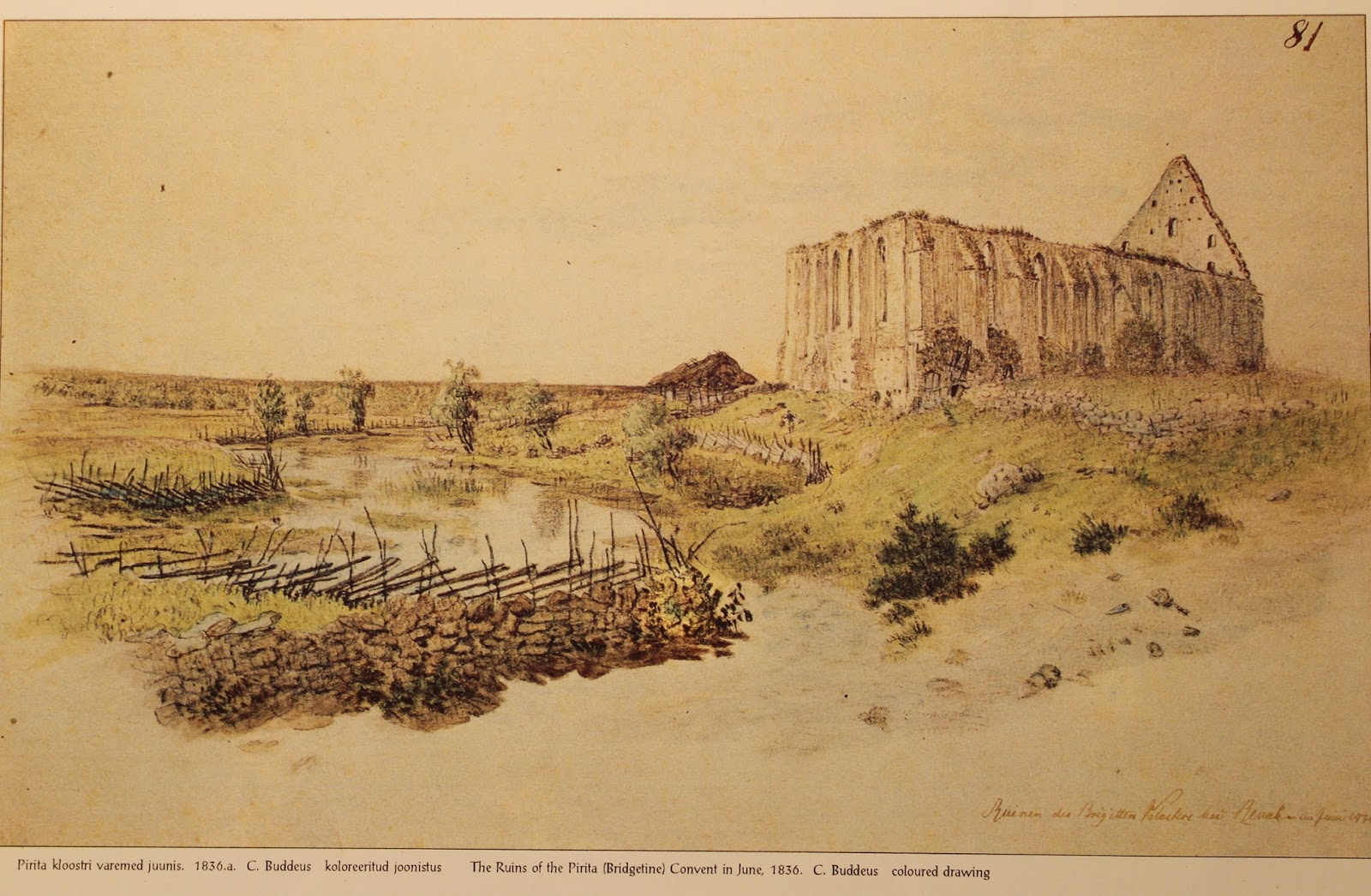
Rysunek Carla Friedricha Christiana Buddeusa, między 1830 a 1840

W murach klasztornych mieszkali zarówno mężczyźni, jak i kobiety, jednak nie mógł on mieć więcej niż 85 członków – 60 sióstr i 25 braci, w tym 13 kapłanów, 4 diakonów i 8 braci świeckich. Klasztor sióstr zakonnych i klasztor mnichów były oddzielone kościołem, w którym, podczas wspólnych mszy, zakonnice i mnisi nie widzieli się – mniszki przebywały na galerii, a mężczyźni na dole. Mogli ze sobą rozmawiać jedynie w specjalnych pokojach, nazywanych salonami, które były podzielone ścianą, w której znajdowały się małe otwory. Rozmawiający nie widzieli się, ale mogli wymienić informacje czy przekazać sobie jakieś przedmioty.

## Upadek klasztoru
Upadek klasztoru rozpoczął się w 1525 roku w związku z postępującą reformacją. Zarówno wojny inflanckie (1558–1583), jak i pożar, który spustoszył część gospodarczą klasztoru wiosną 1574 roku, doprowadziły do zniszczenia starego klasztoru Pirita. W pierwszych latach wojny inflanckiej Rada Miejska Tallinna dyskutowała o rozbiórce klasztoru ze względów strategicznych, ale idee rozbiórki nie zostały zrealizowane z powodu sprzeciwu rycerstwa. W 1577 roku klasztor został zaatakowany przez wojska rosyjskiego cara Iwana IV Groźnego, które zrabowały i podpaliły zabudowania konwentu podczas oblężenia Tallinna. Od tego czasu pozostaje on w ruinie. Przez długi czas okolica klasztoru była wykorzystywana przez lokalnych mieszkańców jako cmentarz.

## Nowy klasztor

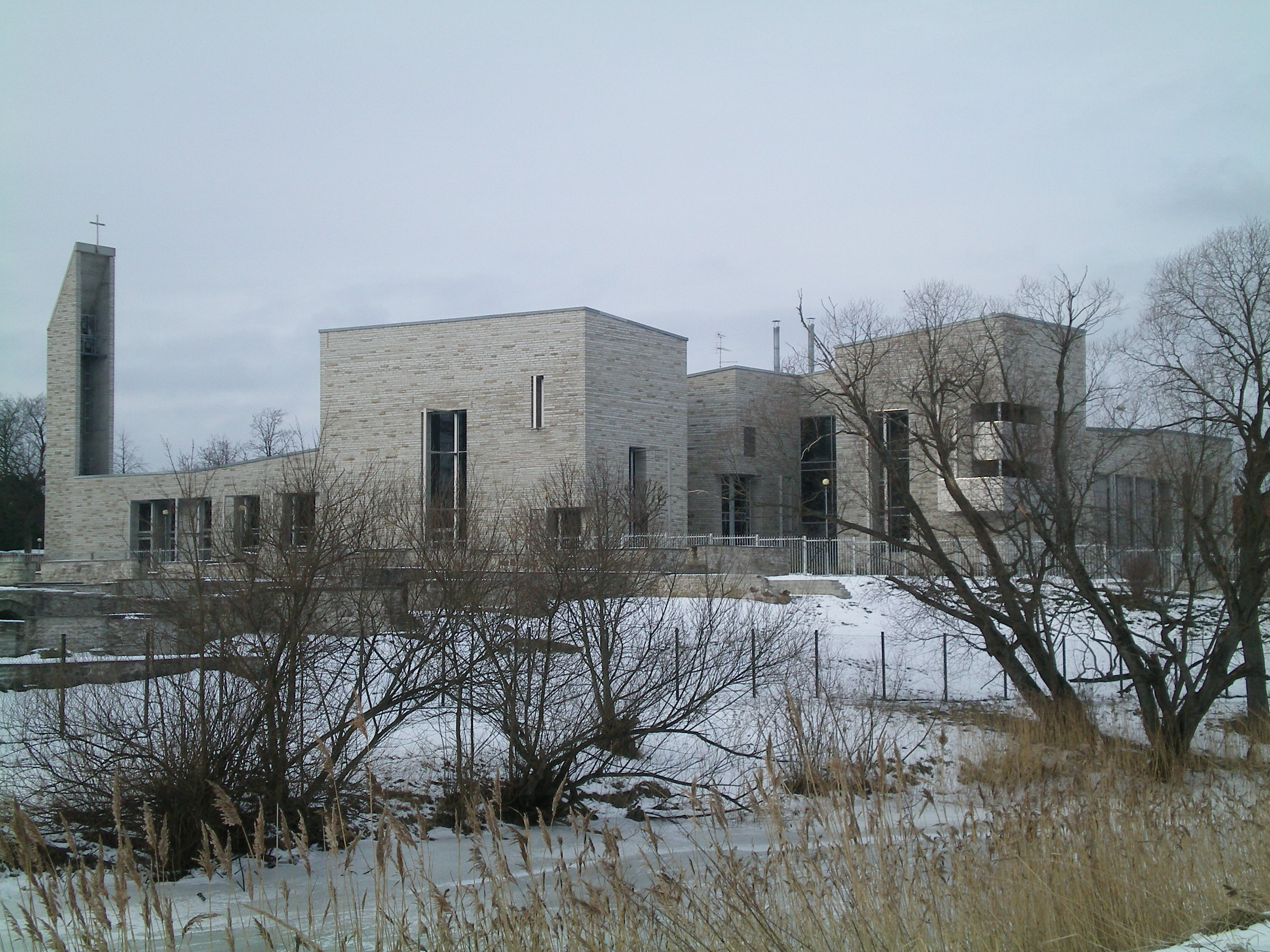
Nowe sanktuarium, Tallinn

Po odzyskaniu przez Estonię niepodległości w 1991 roku matka Tekla Famiglietti, stojąca na czele Zakonu Najświętszego Zbawiciela (św. Brygidy), wysłała do rządu estońskiego list z pytaniem o ruiny klasztoru Pirita.
Jesienią 1993 roku przybyła z pierwszą wizytą do Estonii. Ruiny historycznego klasztoru Pirita zrobiły na niej duże wrażenie. Famiglietti podjęła decyzję o przywróceniu ciągłości zakonu na terenie Estonii. 16 kwietnia 1994 roku cztery mniszki przybyły do Tallinna – matka Teresa z siostrami Riccard, Patrizia i Hedvig. Pod koniec 1995 roku zakon stał się właścicielem działki o powierzchni 0,9 hektara na terenie dawnego gospodarstwa Mihkli, bezpośrednio po północnej stronie starego klasztoru. Nowy kompleks klasztorny został wybudowany zgodnie z projektem biura architektonicznego Luhse & Tuhal z Parnawy.
Kamień węgielny pod budowę położono jesienią 2000 roku, a 15 września 2001 roku poświęcono nowe sanktuarium. W latach 2001–2004 klasztor prowadzony był przez matkę Patrizię, od 2004 roku kieruje nim matka Riccarda z Meksyku. W klasztorze mieszka osiem mniszek, urodzonych w Meksyku i Indiach.

## Galeria

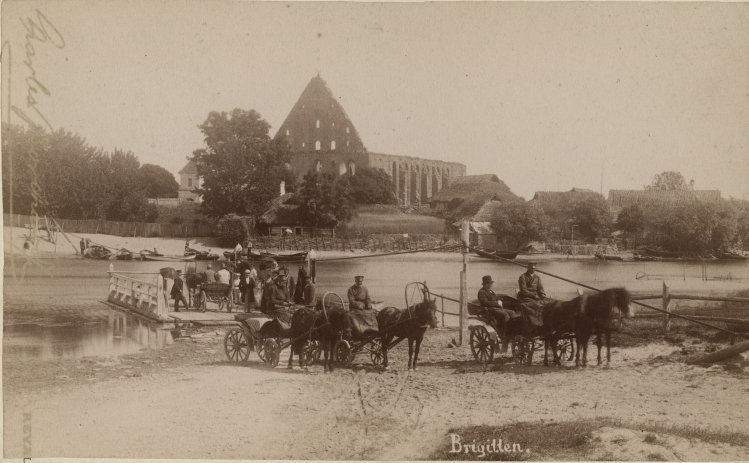
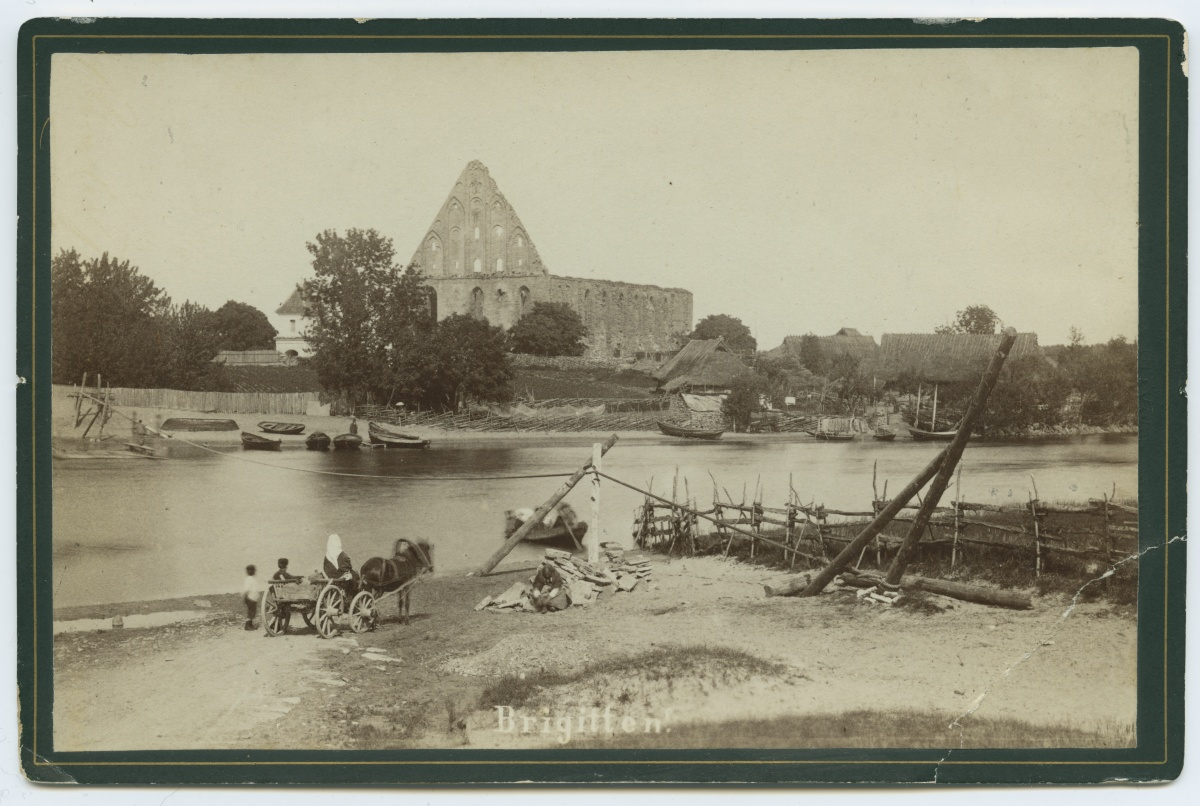
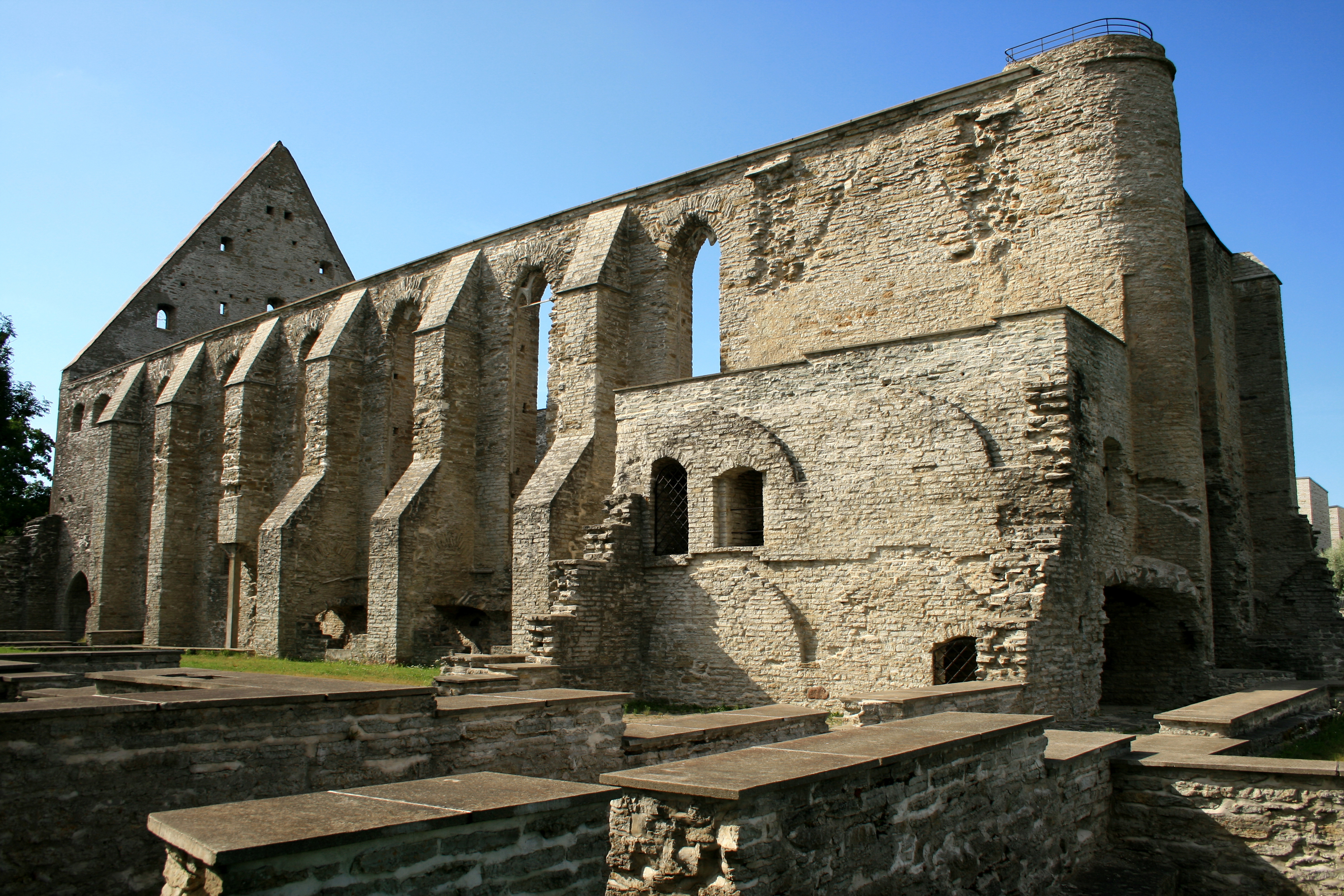
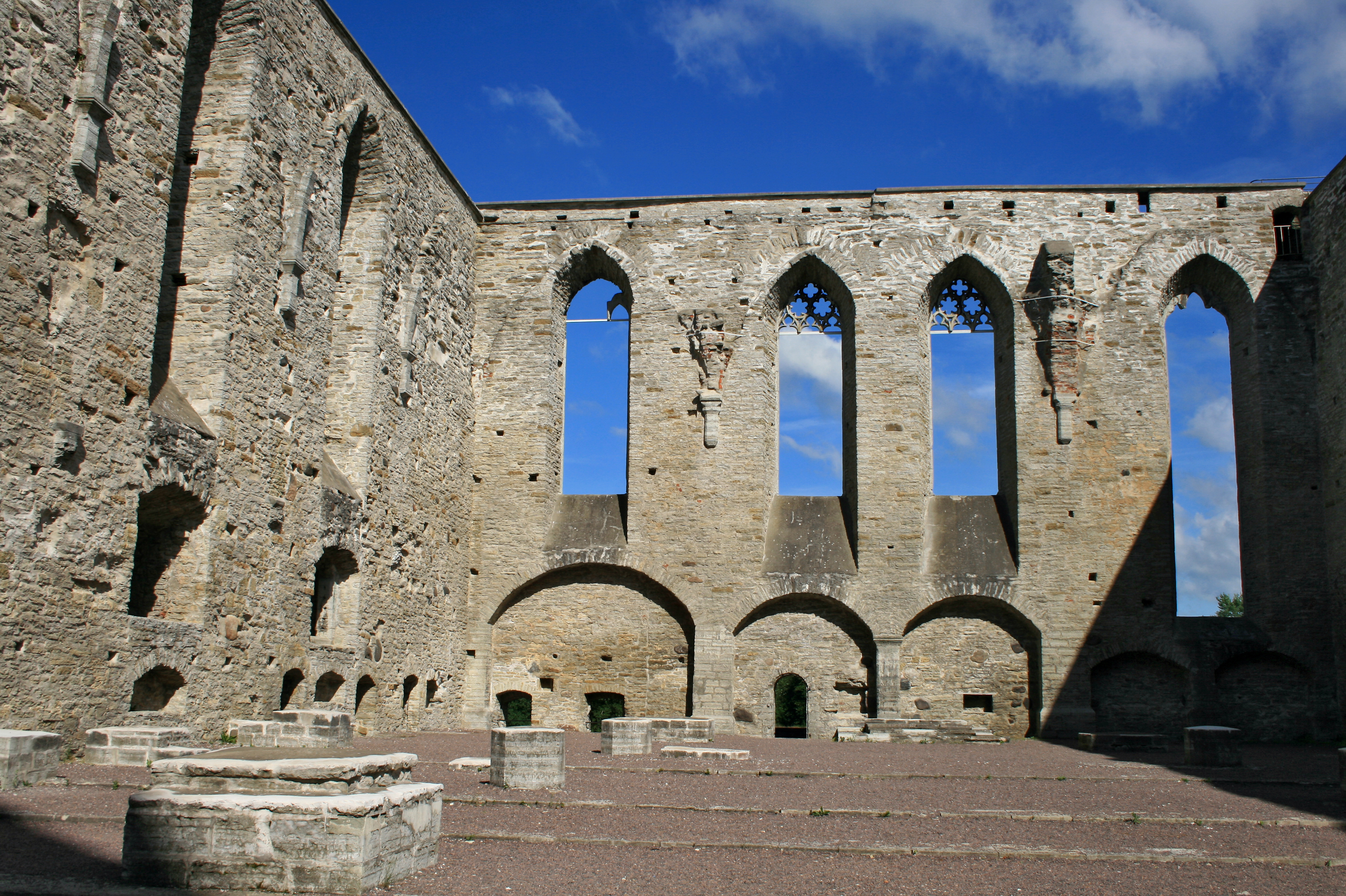
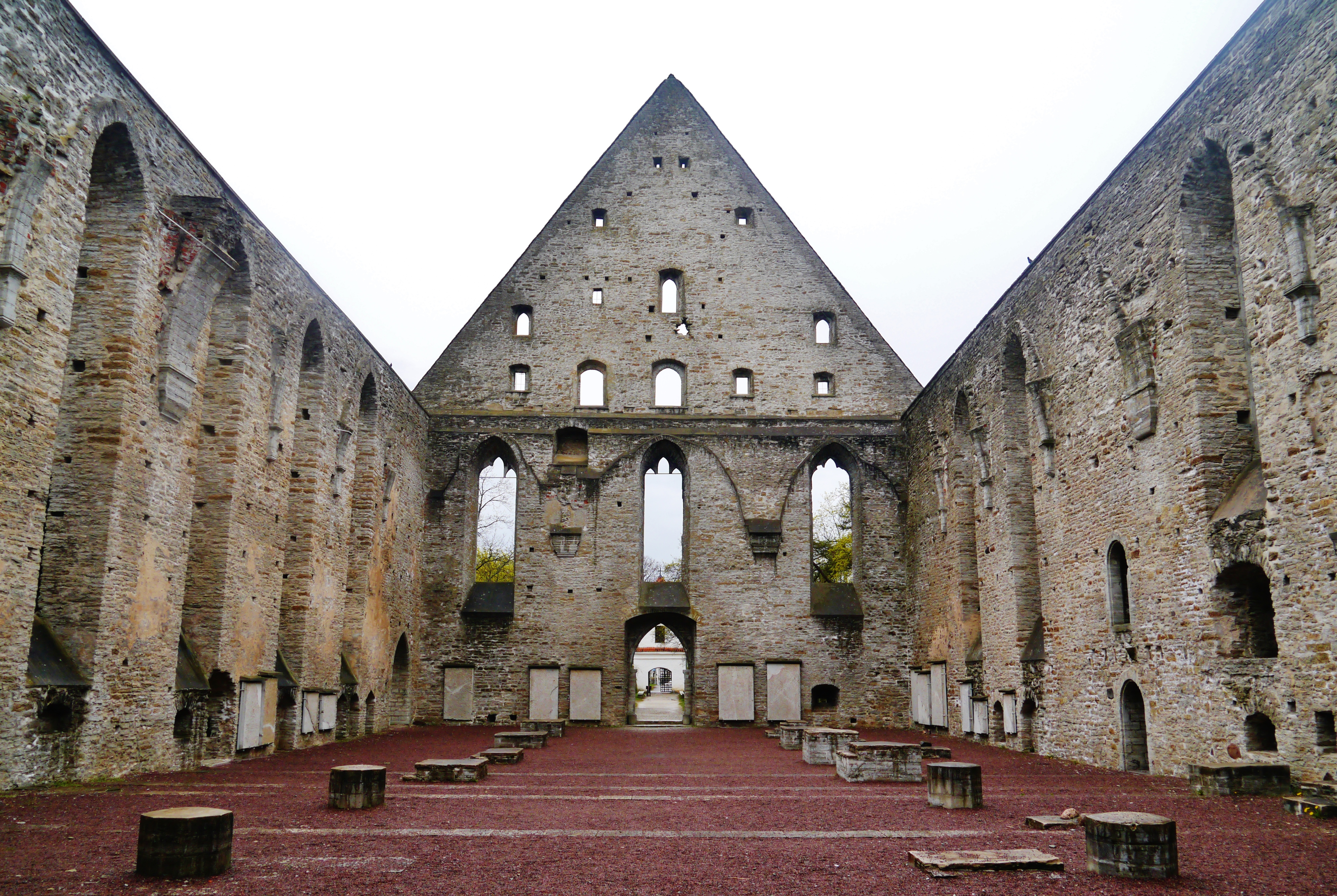
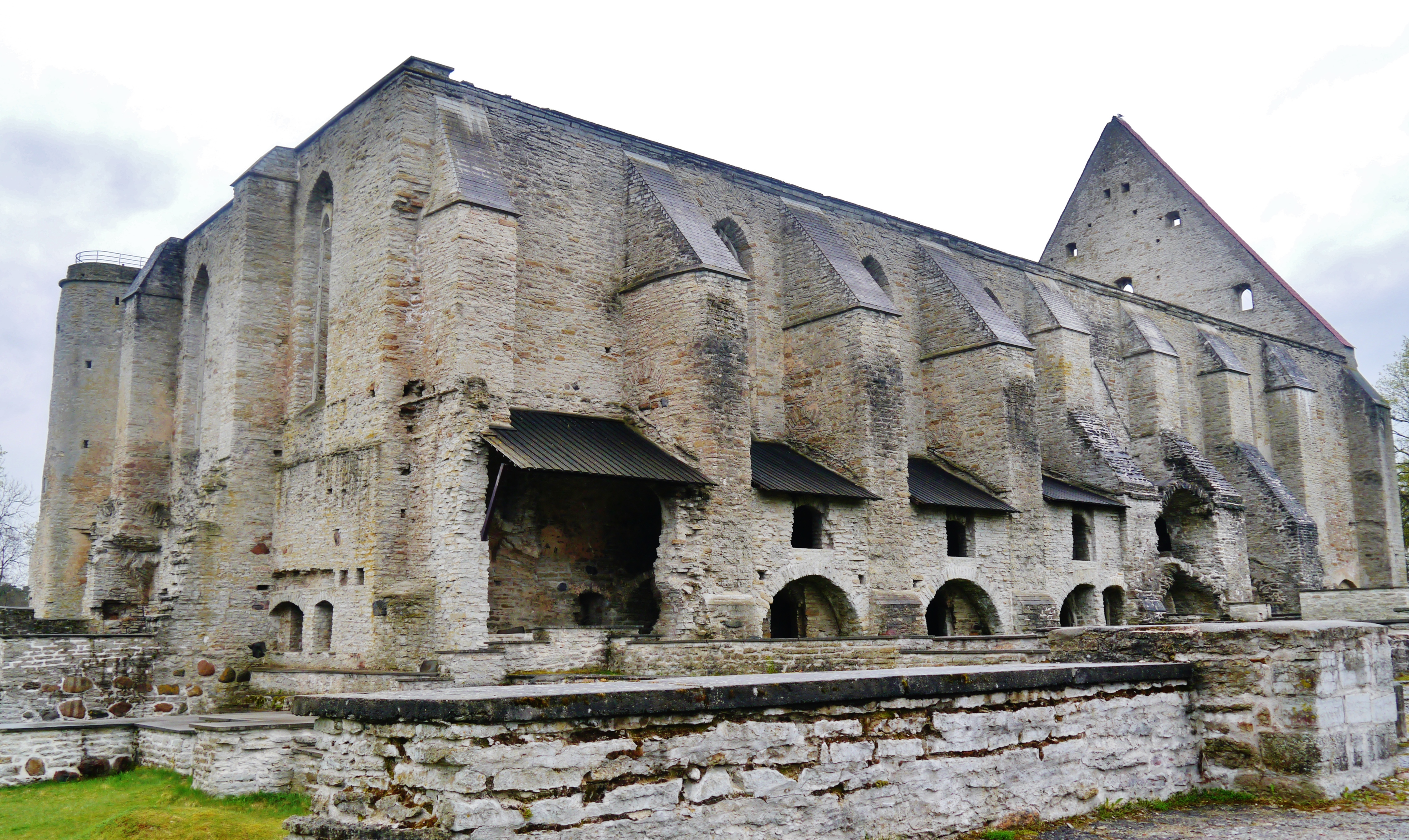
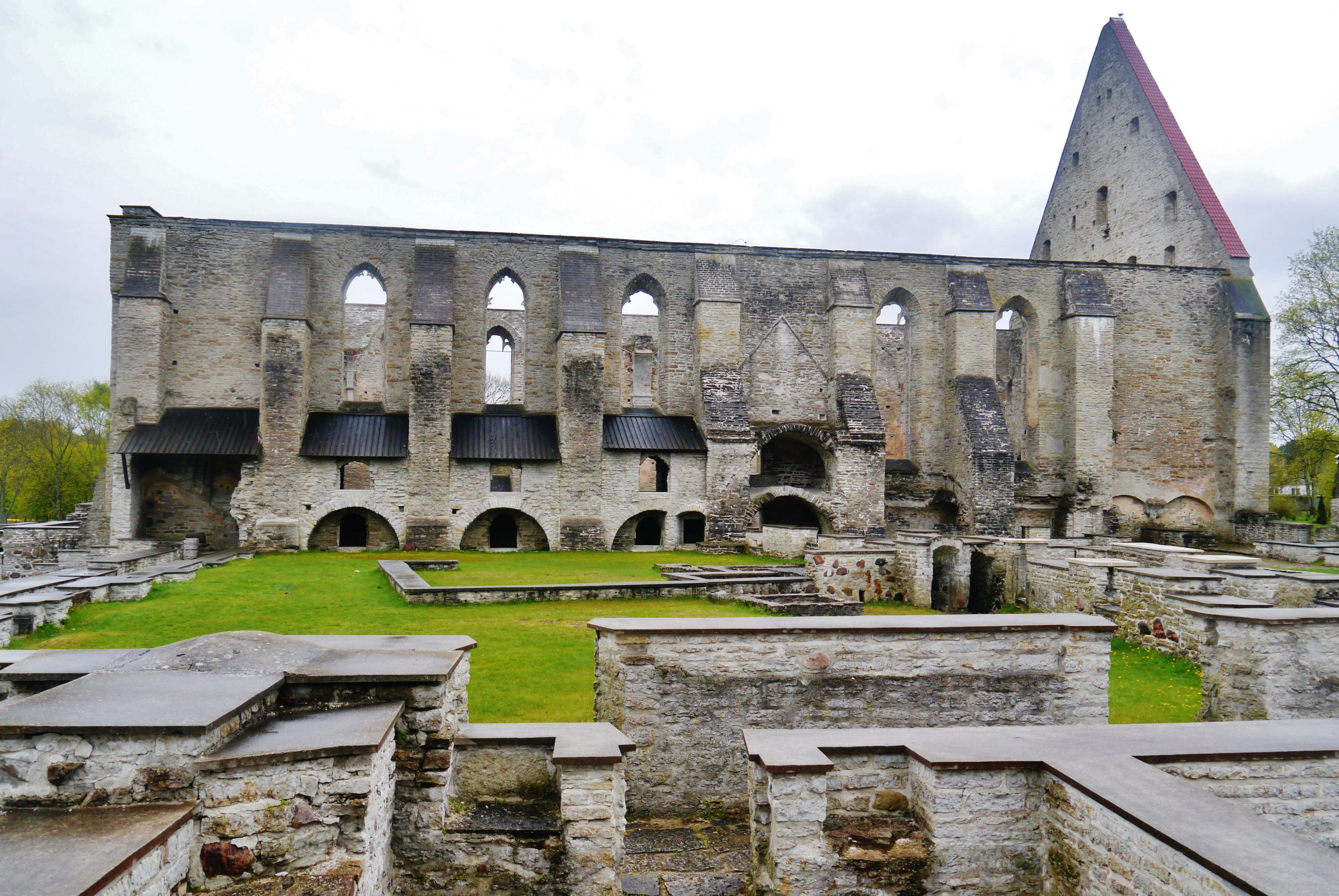
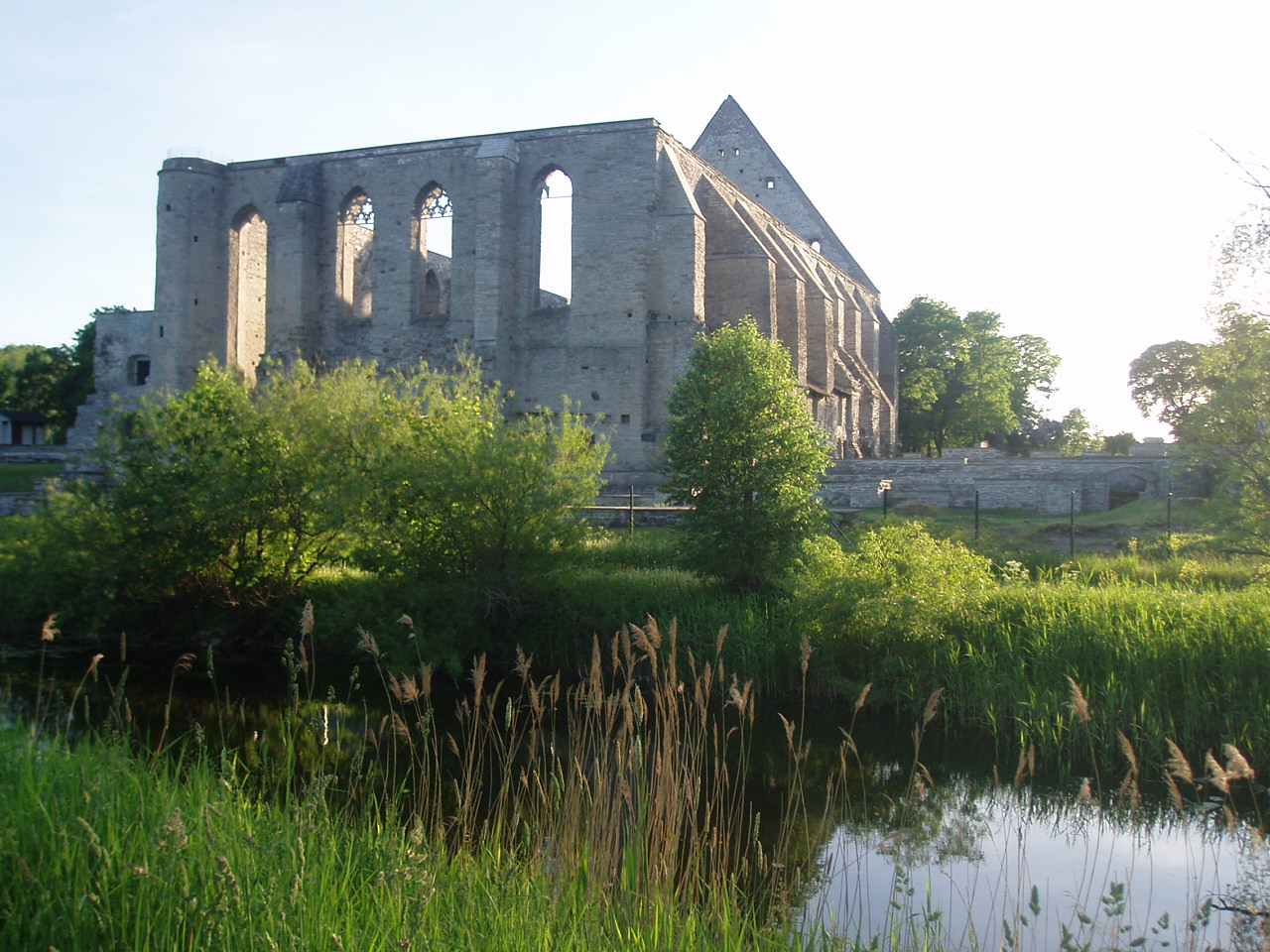
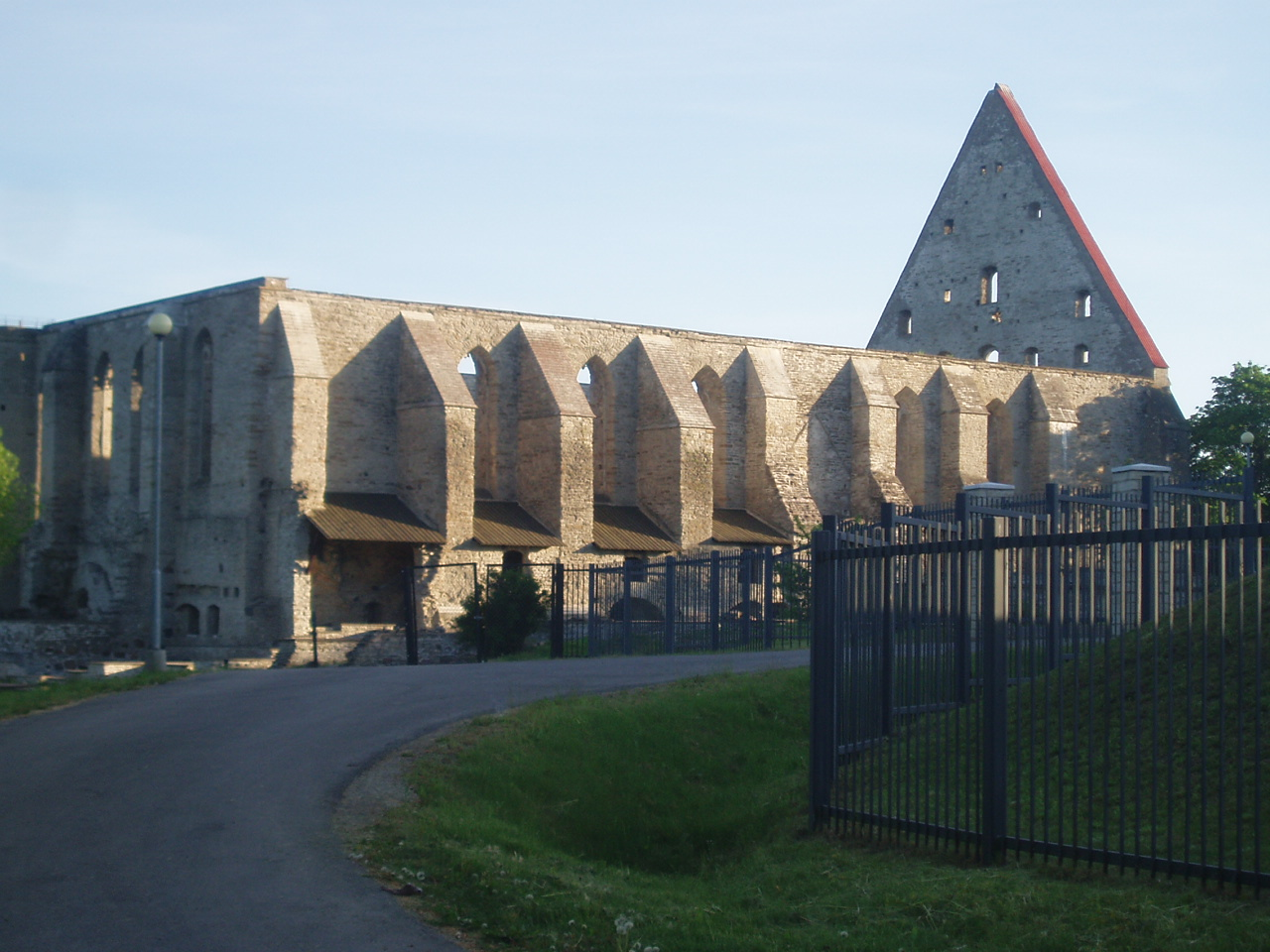
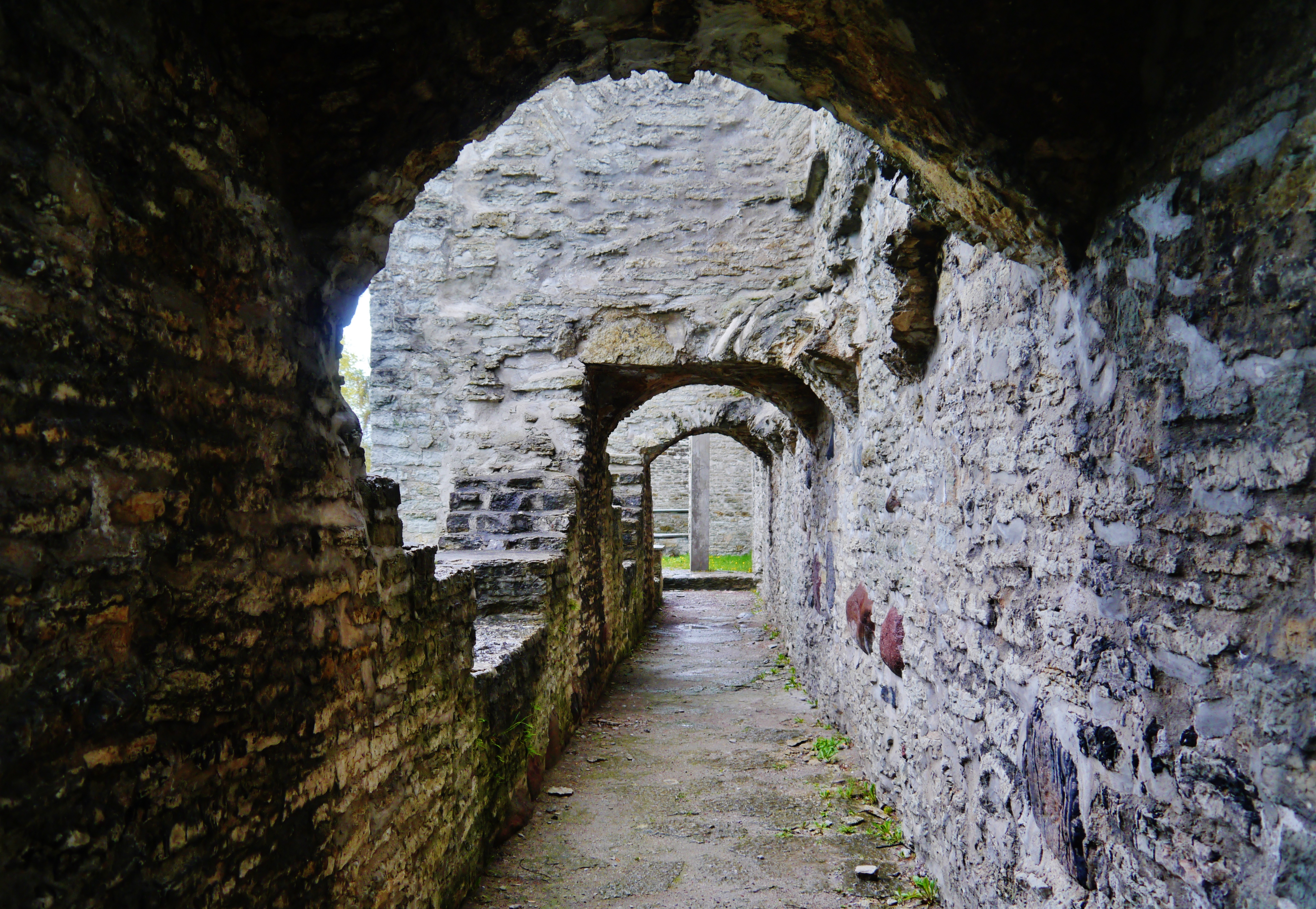